# Дуарте Нуно (герцог Браганса)
Дом Дуарте Нуно, герцог Браганса (порт. Duarte Nuno de Bragança; 23 сентября 1907, Зеебенштайн, Нойнкирхен — 24 декабря 1976, Лиссабон) — претендент на португальский королевский престол (1932—1976). Герцог Браганса (с 31 июля 1920 года), глава Мигелистской линии династии Браганса (с 31 июля 1920 года) и глава королевского дома Португалии (с 2 июля 1932 по 24 декабря 1976 года). С 1952 года принц Дуарте Нуно с семьёй проживал в Португалии.

## Рождение
Дуарте Нуно Фернандо Мария Мигель Габриэль Рафаэль Франсишко Хавьер Раймундо Антониу родился замке Зеебенштайн, на территории Австро-Венгрии, единственный сын принца Мигеля, герцога Браганса (1853—1927), от второго брака с принцессой Марией Терезой Лёвенштейн-Вертгейм-Розенбергской (1870—1935). У Дуарте Нуно было два старших сводных брата, одна старшая сводная сестра и восемь родных сестёр.
По отцовской линии Дуарте Нуно был внуком короля Мигела I (1802—1866), короля Португалии (1828—1834), и принцессы Аделаиды Лёвенштейн-Вертгейм-Розенбергской (1831—1909). По материнской линии он был внуком Карла, 6-го принца Лёвенштейн-Вертгейм-Розенбергского (1834—1921), и принцессы Софии Лихтенштейнской (1837—1899).
Принц Мигел, отец Дуарте Нуно, был мигелистским претендентом на португальский престол, выступал против своих двоюродных братьев из династии Браганса-Саксен-Кобург и Гота, потомков королевы Португалии Марии II и принца Фердинанда Саксен-Кобург-Готского.
Принц Дуарте Нуно был крещён в замке Зеебенштайн. Его крёстными родителями были его тётка Альдегунда, инфанта Португальская (1858—1946), жена принца Энрико Бурбона-Пармского, и муж другой тётки Альфонс Карлос, герцог Сан-Хайме (1849—1936). Они оба были представлены доверенными лицами.

## Мигелистский претендент
Принц Франсишку Жозе Браганса (1879—1919), второй брат Дуарте Нуно, скончался в 1919 году. Его другой старший брат, принц Мигел, герцог Визеу (1878—1923), 21 июля 1920 года отказался от своих прав на наследование португальского престола. Через десять дней, 31 июля 1920 года, принц Мигел Брагансский отказался от своих претензий на португальский престол в пользу своего младшего сына Дуарте Нуно. С этого времени португальские монархисты-мигелисты (сторонники короля Мигела и его потомков) стали считать Дуарте Нуно королем Дуарте II. Португалия с 1910 года являлась республикой. Последний португальский король Мануэл II из династии Браганса-Кобург (1889—1932), правивший в 1908—1910 годах, проживал в эмиграции. Дуарте Нуно принял титул герцога Браганса.
Поскольку Дуарте Нуно было всего 12 лет, когда он унаследовал от своего отца титул главы Мигелистской линии династии Браганса, его тётка Адельгунда Браганса, герцогиня Гимарайнш, выступила в качестве регента за него, пока он не достигнет совершеннолетия. В 1921 году она издала манифест, в котором изложила цели семьи для восстановления монархии в Португалии.

## Глава королевского дома Португалии

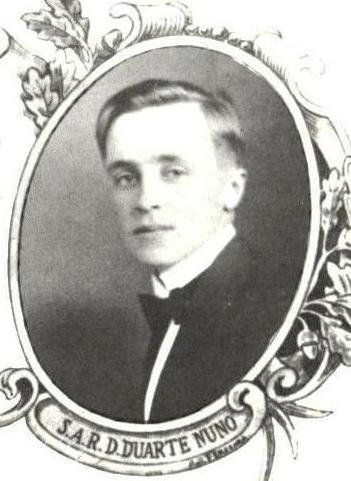
Портрет Дуарте Нуно, герцога Браганса

В 1920 году после смерти своего дяди Афонсу, герцога Порту (1865—1920), последний король Мануэл II не имел близких родственников, которые могли бы претендовать на престол Португалии, согласно Конституционной хартии 1826 года. На португальский престол стали претендовать две соперничавшие линии династии Браганса: Мигилесты и Браганса-Кобург. Представители Мигелистской ветви выступали на восстановлении в Португалии традиций абсолютизма, а Браганса-Кобург выступали за конституционную монархию.
В 1912 году принц Мигел, отец Дуарте Нуно, встретился с изгнанным королем Мануэлем, чтобы попытаться прийти к какому-то соглашению о выставлении одного общего претендента на португальский престол. их представители якобы подписали в Дувре пакт, по условиям которого Мигел признавал Мануэла в качестве короля, а Мануэл признавал наследником Дуарте Нуно в случае отсутствия у себя и своего дяди Афонсу детей . Этот договор был непопулярен среди сторонников обеих сторон, некоторые даже утверждали, что на самом деле он никогда и не был подписан.
17 апреля 1922 года был подписан Парижский пакт между представителями Дуарте Нуно и Мануэла, в котором Мануэл соглашался, что в случае его смерти без потомков кортесы Португалии должны были избрать его преемника. В то же время Дуарте Нуно рекомендовал своим сторонникам признать Мануэла II в качестве короля в изгнании. Дуврский и Парижский соглашения не имели юридической и законной силы. Но они стали важными шагами к примирению линии Мигелистов и линии Браганса-Кобург.
В 1927 году скончался скончался принц Мигел Браганса, отец Дуарте Нуно, а 2 июля 1932 году умер 42-летний Мануэл II, не оставив после себя детей. После смерти последнего большинство португальских монархистов поддержали Дуарте Нуно в качестве единого претендента на португальский престол. Жуан Антониу де Азеведу Коутинью, лидер сторонников Мануэла II, опубликовал заявление в поддержку Дуарте Нуно. Вдовствующая королева Амелия Орлеанская (1865—1951), мать Мануэла II, поддержала претензии Дуарте Нуно на португальский престол.

## Образование
Дуарте Нуно посещал школы в аббатстве Этталь в Баварии и аббатстве Клерво во Франции, затем завершил свое среднее образование в Регенсбурге. Закончил Тулузский университет, получив степень в области сельскохозяйственных наук.
В 1929 году, несмотря на запрет въезда в Португалию, принц Дуарте Нуно тайно посетил свою родину.

## Возвращение в Португалию
27 мая 1950 года Национальное Собрание отменило законы об изгнании королевской семьи, принятые 19 декабря 1834 года и 15 октября 1910 года. В том же году принц Дуарте Нуно не вернулся на родину, он попал в автомобильную аварию в Тионвиле, где получил тяжёлое ранение. Только в 1952 году принц смог вернуться на родину своих предков. Ему была предоставлена резиденция Fundação Casa de Bragança.
В 1974 году Дуарте Нуно передал свою резиденцию Паласио-де-Сан-Маркос университету Коимбры. Последние два года он прожил на юге Португалии вместе со своей незамужней сестрой, инфантой Филиппой. Американский писатель Ултер Керли встречался с Дуарте Нуно в конце его жизни и в своей книге «Monarchs in Waiting» отписывает Дуарте Нуно как страдающего от «нервной депрессии» после смерти его жены.
24 декабря 1976 года 69-летний Дуарте Нуно скончался в районе Феррагуду. Принц был похоронен в монастыре августинцев в Вила-Висоза, традиционном месте захоронения герцогов Браганса.

## Брак и дети
15 октября 1942 года в соборе Петрополиса в Бразилии принц Дуарте Нуно женился на своей дальней родственнице, принцессе Марии Франсишке Орлеан-Браганса (8 сентября 1914 — 15 января 1968), второй дочери принца Педру де Алькантара Орлеан-Браганса, принца Гран-Пара (1875—1940), и графини Елизаветы Добрженской де Добрженич (1875—1951). Этот династический брак объединил две конкурирующие линии Португальской королевской семьи Браганса. Мария Франциска была правнучкой последнего бразильского императора Педру II, младшего брата королевы Португалии Марии II.
Супруги имели трех сыновей:
- Принц Дуарте Пиу, 24-й герцог Браганса (род. 15 мая 1945, Берн, Швейцария), нынешний глава Португальского королевского дома с 1976 года
- Инфант Мигел, 8-й принц Визеу (род. 3 декабря 1946, Берн, Швейцария), не женат и бездетен
- Инфант Энрике, 4-й герцог Коимбра (6 ноября 1949, Берн, Швейцария — 14 февраля 2017, Феррагуду, Португалия), не женат и бездетен

## Титулы и стили
- 23 сентября 1907 − 31 июля 1920 года: «Его Королевское Высочество Принц Дуарте Нуно Браганса, инфант Португалии»[6]
- 31 июля 1920 — 24 декабря 1976 года: «Его Королевское Высочество Герцог Браганса».

## Награды
- Великий магистр Ордена Непорочного зачатия Девы Марии Вила-Висозской
- Великий магистр Ордена Крыла Святого Михаила
- Суверен Ордена Святой Изабеллы
- Кавалер Ордена Золотого руна
- Бальи — Кавалер Большого Креста Чести и Преданности Мальтийского ордена
- Кавалер Большого креста Константиновского ордена Святого Георгия

## Генеалогия

### Родство Дуарте Нуно и Мануэла II
|  |  |  |  |  |  |  |  |  |  |  |  |  |  |  |  |  |  |  |  |  |  |  |  |           |           |           |           |           |           | Жуан VI |  |  |  |  |  |                              |                              |                              |                              |                              |                              |  |  |  |  |  |  |  |  |  |  |  |  |
|  |  |  |  |  |  |  |  |  |  |  |  |  |  |  |  |  |  |  |  |  |  |  |  |           |           |           |           |           |           |         |  |  |  |  |  |                              |                              |                              |                              |                              |                              |  |  |  |  |  |  |  |  |  |  |  |  |
|  |  |  |  |  |  |  |  |  |  |  |  |  |  |  |  |  |  |  |  |  |  |  |  |           |           |           |           |           |           |         |  |  |  |  |  |                              |                              |                              |                              |                              |                              |  |  |  |  |  |  |  |  |  |  |  |  |
|  |  |  |  |  |  |  |  |  |  |  |  |  |  |  |  |  |  |  |  |  |  |  |  | Педру IV  | Педру IV  | Педру IV  | Педру IV  | Педру IV  | Педру IV  |         |  |  |  |  |  | Мигел I                      | Мигел I                      | Мигел I                      | Мигел I                      | Мигел I                      | Мигел I                      |  |  |  |  |  |  |  |  |  |  |  |  |
|  |  |  |  |  |  |  |  |  |  |  |  |  |  |  |  |  |  |  |  |  |  |  |  | Педру IV  | Педру IV  | Педру IV  | Педру IV  | Педру IV  | Педру IV  |         |  |  |  |  |  | Мигел I                      | Мигел I                      | Мигел I                      | Мигел I                      | Мигел I                      | Мигел I                      |  |  |  |  |  |  |  |  |  |  |  |  |
|  |  |  |  |  |  |  |  |  |  |  |  |  |  |  |  |  |  |  |  |  |  |  |  | Мария II  |           |           |           |           |           |         |  |  |  |  |  |                              |                              |                              |                              |                              |                              |  |  |  |  |  |  |  |  |  |  |  |  |
|  |  |  |  |  |  |  |  |  |  |  |  |  |  |  |  |  |  |  |  |  |  |  |  |           |           |           |           |           |           |         |  |  |  |  |  |                              |                              |                              |                              |                              |                              |  |  |  |  |  |  |  |  |  |  |  |  |
|  |  |  |  |  |  |  |  |  |  |  |  |  |  |  |  |  |  |  |  |  |  |  |  | Луиш I    | Луиш I    | Луиш I    | Луиш I    | Луиш I    | Луиш I    |         |  |  |  |  |  | Мигел, герцог Браганса       | Мигел, герцог Браганса       | Мигел, герцог Браганса       | Мигел, герцог Браганса       | Мигел, герцог Браганса       | Мигел, герцог Браганса       |  |  |  |  |  |  |  |  |  |  |  |  |
|  |  |  |  |  |  |  |  |  |  |  |  |  |  |  |  |  |  |  |  |  |  |  |  | Луиш I    | Луиш I    | Луиш I    | Луиш I    | Луиш I    | Луиш I    |         |  |  |  |  |  | Мигел, герцог Браганса       | Мигел, герцог Браганса       | Мигел, герцог Браганса       | Мигел, герцог Браганса       | Мигел, герцог Браганса       | Мигел, герцог Браганса       |  |  |  |  |  |  |  |  |  |  |  |  |
|  |  |  |  |  |  |  |  |  |  |  |  |  |  |  |  |  |  |  |  |  |  |  |  | Карлуш I  |           |           |           |           |           |         |  |  |  |  |  |                              |                              |                              |                              |                              |                              |  |  |  |  |  |  |  |  |  |  |  |  |
|  |  |  |  |  |  |  |  |  |  |  |  |  |  |  |  |  |  |  |  |  |  |  |  |           |           |           |           |           |           |         |  |  |  |  |  |                              |                              |                              |                              |                              |                              |  |  |  |  |  |  |  |  |  |  |  |  |
|  |  |  |  |  |  |  |  |  |  |  |  |  |  |  |  |  |  |  |  |  |  |  |  | Мануэл II | Мануэл II | Мануэл II | Мануэл II | Мануэл II | Мануэл II |         |  |  |  |  |  | Дуарте Нуно, герцог Браганса | Дуарте Нуно, герцог Браганса | Дуарте Нуно, герцог Браганса | Дуарте Нуно, герцог Браганса | Дуарте Нуно, герцог Браганса | Дуарте Нуно, герцог Браганса |  |  |  |  |  |  |  |  |  |  |  |  |

## Примечание
1. 1 2 3 4 5 6 7 8 9  Lundy D. R. Dom Duarte Nuno de Bragança, Infante de Portugal // The Peerage (англ.)
2. 1 2 3 4  Dom Duarte Nuno // Munzinger Personen (нем.)
3. ↑  Duarte Nuno // Чешская национальная авторитетная база данных
4. ↑  Pacto de Dover Архивировано 7 марта 2007 года.
5. ↑  D. Duarte Nuno de Bragança, um rei que não reinou : testemunhos sobre a vida e a obra de D. Duarte II, chefe da Casa Real Portuguesa (Lisbon, 1992).
6. ↑  Almanach de Gotha (неопр.). — 159th. — Justus Perthes[англ.], 1922. — С. 29, 30.